# Seznam trolejbusových linek v Praze
Seznam trolejbusových linek v Praze zahrnuje všechny pravidelně provozované linky trolejbusové dopravy v Praze od začátku provozu v roce 1936 do současnosti. V seznamu je uvedena i speciální linka S.

## 1936–1947
Trolejbusové inky byly společně z autobusovými linkami označeny písmenem. Písmenem K byla původně označena autobusová linka, která jezdila v totožné trase.

### K
- 28. srpna 1936 zavedena v trase Vozovna Střešovice – Bořislavka – Hanspaulka – Svatý Matěj[1]
- 14. února 1938 zkrácena do trasy Bořislavka – Svatý Matěj, ve zbytku trasy nahrazena autobusovou linkou K.
- 15. dubna 1938 navrácena do trasy Vozovna Střešovice – Bořislavka – Hanspaulka – Svatý Matěj
- 16. dubna 1942 zkrácena do trasy Bořislavka – Hanspaulka – Svatý Matěj
- 14. prosince 1947 přečíslována na linku 51

### W
- 1. října 1939 zavedena v trase Ženské domovy – Anděl – Knížecí – Ženské domovy – Santoška – Walterova továrna
- 14. prosince 1947 přečíslována na linku 52 a prodloužena do trasy Václavské náměstí – Jiráskovo náměstí – Ženské domovy – Anděl – Knížecí – Ženské domovy – Santoška – Walterova továrna

## 1947–1972
Od 14. prosince 1947 byly linky číslovány v intervalu 51–63, z nichž linky 60–63 byly linky posilové. Poslední pravidelnou trolejbusovou linkou byla linka 51, která vyjela naposledy 15. října 1972. 

### S
- 18. června 1948 zřízena účelová trolejbusová linka S, která dopravovala cvičící na všesokolský slet v trase Václavské náměstí – Karlovo náměstí – Jiráskovo náměstí – Náměstí Sovětských tankistů (dnes Švandovo divadlo) – Hřebenka – Spartakiádní (dnes U Palaty) – Strahov, Stadion jih[2]
- 9. července 1948 byla zrušena
- 1960 zřízena účelová trolejbusová linka S, která dopravovala cvičící na spartakiádu v trase Smíchov,KNV (dnes: Anděl) – Náměstí Sovětských tankistů (dnes Švandovo divadlo) – Hřebenka – Spartakiádní (dnes U Palaty) – Strahov, Stadion jih[3]

### 51
- 14. prosince 1947 zavedena přeznačením linky K v trase Bořislavka – Hanspaulka – Svatý Matěj
- Od 1. července 1959 dochází k nasazení autobusů na všechny spoje
- 1. září 1959 byla zrušena
- 24. ledna 1967 obnovena v trase Bělocerkevská – Orionka – Náměstí Míru – Karlovo náměstí – Jiráskovo náměstí – Náměstí Sovětských tankistů (dnes Švandovo divadlo) – Hřebenka – Spartakiádní (dnes U Palaty) – Strahov, Stadion jih (dnes Stadion Strahov)
- 5. července 1972 zkrácena o úsek Bělocerkevská – Orionka
- 16. října 1972 během nočního provozu po zátahu posledního spoje byla zrušena[1]

### 52
- 14. prosince 1947 zavedena přeznačením linky W a prodloužena do trasy Václavské náměstí – Karlovo náměstí – Jiráskovo náměstí – Ženské domovy – Anděl – Knížecí – Ženské domovy – Santoška – Walterova továrna
- 17. října 1948 prodloužena do trasy Václavské náměstí – Štěpánská – Karlovo náměstí – Jiráskovo náměstí – Ženské domovy – Anděl – Knížecí – Ženské domovy – Santoška – Walterova továrna – Jinonice[4]
- 31. března 1969 linka byla zrušena[4]

### 53
- 1. října 1948 zavedena v trase Václavské náměstí – Svatý Štěpán (dnes Štěpánská) – Karlovo náměstí – Jiráskovo náměstí – Náměstí Sovětských tankistů (dnes Švandovo divadlo) – Hřebenka[2]
- 1960 během spartakiády ukončena v zastávce Štěpánská a prodloužena na Strahov, Stadion jih
- 1965 během spartakiády prodloužena na Strahov, Stadion jih
- 31. května 1966 linka byla zrušena[2]

### 54
- 27. února 1949 zavedena v trase Václavské náměstí – Štěpánská – Náměstí Míru – Orionka – Zdravotní ústav
- 3. října 1949 vedena v trase Jungmanovo náměstí – Žitná – Štěpánská – Náměstí Míru – Orionka – Zdravotní ústav
- 1. září 1950 vedena v trase Jungmanovo náměstí – Žitná – Štěpánská – Náměstí Míru – Orionka – Zdravotní ústav – Bělocerkevská
- 5. září 1966 zkrácena o úsek Jungmanovo náměstí – Žitná
- 24. ledna 1967 linka byla zrušena

### 55
- 1949 zavedena v trase Václavské náměstí – Štěpánská – Větrov – Botanická zahrada – Výtoň – Podolská vodárna – Klikovka – AN Pankrác – Pankác, závody 9. května
- 9. ledna 1967 linka byla zrušena

### 56
- 1950 zavedena v trase Motorlet (dnes U Waltrovky) – Knížecí – Anděl – Smíchov, S. M. Kirova (v ulice Matoušova) – Karlovo náměstí – Náměstí Míru – Bělocerkevská – Průběžná[4]
- 1. listopadu 1954 přečíslena na linku 60[4]
- 1. listopadu 1954 zavedena v trase Ohrada – Harfa – Vysočanská radnice – Vysočany
- 28. března 1966 linka byla zrušena

### 57
- 1. března 1953 zavedena v trase Vysočany – Vysočanská radnice – Harfa – Vysočanské náměstí (dnes Novovysočanská) – Krejcárek – Ohrada – Bezovka – Kolínská – Šumavská – Náměstí Míru – Sv. Štěpán – Karlovo náměstí[5]
- 1956 zkrácena na Náměstí Míru[5]
- 28. března 1966 linka byla zrušena[5]

### 58
- 24. srpna 1952 zavedena v trase U Kříže – Prosek – Letňany – Čakovice
- 29. listopadu 1965 linka byla zrušena[6]

### 59
- 18. dubna 1954 zavedena v trase Smíchov, Újezd – Zborovská – Nádraží Smíchov (na dnešní Strakonické) – Lihovar – Malá Chuchle – Velká Chuchle[7]
- 3. ledna 1960 provoz linky přerušen a nahrazena autobusy
- 1. ledna 1962 zrušena a přečíslena na linku 129

### 60
- 1. listopadu 1954 zavedena v trase Strašnice, Průběžná – Zdravotní ústav – Orionka – Náměstí Míru – Karlovo náměstí – Knížecí – Santoška – Jinonice, Motorlet[4]
- 31. května 1966 odkloněna do trasy Václavské náměstí – Karlovo náměstí – Knížecí – Santoška – Jinonice, Motorlet
- 4. září 1968 zkrácena do trasy Smíchov,KNV (dnes: Anděl) – Santoška – Malvazinky – Jinonice, Motorlet[4]
- 31. března 1969 linka byla zrušena[4]

### 61
- listopad 1954 zavedena v trase Václavské náměstí – Štěpánská – Větrov – Botanická zahrada – Výtoň – Podolská vodárna – Klikovka – Pankrác, Děkanka
- 9. ledna 1967 linka byla zrušena

### 62
- 25. září 1961 zavedena v trase Strašnice, Průběžná – Zdravotní ústav – Orionka – Náměstí Míru – Karlovo náměstí
- 1968 linka byla zrušena

### 63
- 25. září 1961 zavedena v trase Slavíkova – Bořivojova – Bezovka – Ohrada – Vysočanské náměstí (dnes Novovysočanská) – Harfa – Vysočanská radnice – Vysočany
- 28. března 1966 linka byla zrušena

### 153
- 9. dubna – 31. května 1969 autobusová linka v trase Anděl – Malvazinky – Motorlet (U Waltrovky) dočasně obsluhovaná trolejbusy[8]

## Od roku 2017
Dne 15. října 2017 byl přesně po 45 letech od ukončení provozu trolejbusů na území hlavního města Prahy slavnostně zahájen zkušební provoz jeden kilometr dlouhé trolejbusové tratě v ulici Prosecká. V roce 2022 byl vybudován úsek Letňany – Obchodní centrum Čakovice a trať v ulici Prosecké byla prodloužena na Palmovku. Zbývá dokončit trolejové vedení v ulicích Prosecká, Čuprova a Na Žertvách, hotovo má být 31. října 2022. Další trať má být vybudována na Letiště Václava Havla, její výstavba by měla začít před koncem roku 2022.

### 58
- 21. listopadu 2017 zavedena ve zkušebním provozu v trase Palmovka – Kundratka – Kelerka – Prosecká – Prosek – Nový Prosek – Letňanská – Letňany
- 1. července 2018 zaveden pravidelný provoz[11]
- 21. února 2021 provoz linky dočasně přerušen[12]
- 15. října 2022 zkušební provoz linky obnoven v trase Letňany – Výstaviště Letňany – Dobratická – Tupolevova – Fryčovická – Trutnovská – Obchodní centrum Čakovice – Nádraží Čakovice – Cukrovar Čakovice – Koupaliště Čakovice – Oderská – Čakovice[13][14]
- od 25. listopadu do 2. prosince 2022 je linka mimo provoz
- 3. prosince 2022 prodloužena na Palmovku a do Miškovic trasa Palmovka – Libeňský zámek (T) – Kundratka – Kelerka – Prosecká– Prosek – Nový Prosek – Letňanská – Letňany – Výstaviště Letňany – Dobratická – Tupolevova – Fryčovická – Trutnovská – Obchodní centrum Čakovice – Nádraží Čakovice – Cukrovar Čakovice – Koupaliště Čakovice – Oderská – Čakovice – Radonická – Miškovice[15][9]

### 59
- 6. března 2024 zavedena v trase Letiště (Z) – Terminál 2 (Z) – Terminál 1 – Terminál 2 (T) – Schengenská (T) – U hangáru – Na Padesátníku – Terminál 3 – K letišti – Navigátorů – Nová Šárka – Divoká Šárka – Nádraží Veleslavín.[16]